# Patrice O'Neal
Patrice Lumumba Malcolm O'Neal (7 de dezembro de 1969 — 29 de novembro de 2011) foi um comediante e ator estadunidense. Ele era conhecido por sua apresentação de stand-up e por suas participações regulares nos programas Tough Crowd with Colin Quinn e Opie and Anthony.
O'Neal começou a fazer stand-up em 1992 e desenvolveu um espetáculo baseado em conversas com o público. De 2006 a 2008, apresentou The Black Phillip Show na XM Satellite Radio. Seu único especial de comédia, Elephant in the Room (2011), foi lançado nove meses antes de sua morte, aos 41 anos, de um acidente vascular cerebral causado por diabetes tipo 2. Uma continuação póstuma, Mr. P (2012), foi lançada apenas em áudio.

## Carreira
O'Neal realizou sua primeira apresentação de stand-up em outubro de 1992 no Estelle's em Boston. Na semana anterior à sua estreia, ele assistiu uma apresentação no mesmo local e um dos artistas o desafiou a tentar também. O comediante Dane Cook testemunhou seu início e notou que "já tinha uma vantagem, mas estava um pouco vulnerável ainda". Patrice desenvolveu sua atuação nos seis anos seguintes, utilizando o nome Bruiser O'Neal. Em meados da década de 1990, ele conheceu o comediante e mais tarde amigo próximo Jim Norton.
Em 1998, mudou-se para a cidade de Nova York, trabalhando regularmente no Comedy Cellar. No início do ano, ele participou do Festival Anual de Comédia em Aspen, Colorado. Ele então se mudou para Los Angeles na esperança de torna-se famoso. O'Neal ignorou as exigências dos donos dos clubes para mudar seu texto e aceitou ofertas para se apresentar no Reino Unido, primeiro por John Simmit. Em meados de 1999, iniciou uma turnê pela Austrália. Entre 2000 e 2002, se apresentou por toda a Europa, incluindo participações no Black International Comedy Awards em Londres e em Edimburgo com os comediantes Lewis Schaffer e Rich Vos.
No final de 2000, assumiu o cargo de redator da WWE depois que um associado o viu se apresentar. Grande fã do wrestling, ele apresentou uma ideia de pay-per-view. Foi-lhe então oferecido um contrato de 13 semanas, mas recusou porque já tinha outros planos. Mais tarde, ele disse que "não teria sido um sonho" se tivesse continuado, mas foi divertido porque "foi curto e doce". Posteriormente também recusou oportunidades potenciais, como atuar nas séries Web Junk 20, The Office e Arrested Development, apenas aparecendo como convidado nas duas últimas. Ele, brincando, se descreveu como um "queimador de pontes profissional".
Em 2002, O'Neal retornou à área da cidade de Nova York. Ele fez sua estreia no programa de rádio Opie and Anthony em 17 de janeiro de 2002, quando o amigo e comediante Rich Vos o levou. Depois que foi cancelado em 2002 e relançado em 2004, voltou várias vezes, tornando-se um dos convidados mais frequentes. Em 2005, participou do especial de meia hora One Night Stand para a HBO. Ele então se tornou o apresentador da primeira e segunda temporadas de Web Junk 20 no VH1, em 2006. Depois de duas temporadas, O'Neal recusou-se a comandar a terceira, apesar de uma oferta que quadruplicaria seu salário. Ele foi substituído por Jim Breuer. Em 2007, revelou que recusou a oportunidade de aparecer no Celebrity Fit Club, afirmando que sua "carreira é mais importante que [sua] saúde". O'Neal fez cinco aparições no festival anual Just for Laughs em Montreal, incluindo apresentações individuais por uma semana em 2008.
Em 2007, O'Neal escreveu e estrelou uma websérie chamada The Patrice O'Neal Show – Coming Soon!. A série não durou porque não conseguiu patrocinadores devido seu conteúdo ofensivo. Em 2010, gravou seu primeiro e único especial de uma hora para o Comedy Central, Elephant in the Room. Originou-se depois que o comediante Dave Attell elogiou O'Neal ao seu empresário, que entrou em contato com a emissora. O especial estreou em 19 de fevereiro de 2011, com uma versão sem cortes lançada em CD e DVD três dias depois. O'Neal promoveu o especial com uma entrevista no Late Night with Jimmy Fallon, sua primeira aparição na televisão em quatro anos.
Em março do mesmo ano, propôs o roteiro de um reality show intitulado Patrice O'Neal's Guide to White People. No entanto, foi cancelado antes que as filmagens pudessem começar. As opiniões de O'Neal sobre as mulheres têm sido objeto de discussão e às vezes descritas como misóginas. Em uma aparição em agosto no podcast WTF com Marc Maron, ele afirmou que era um "terrível misógino" quando conheceu sua então namorada.
Em 2011, O'Neal atuou como um dos comediantes do Comedy Central Roast de Charlie Sheen. O programa foi ao ar em 19 de setembro de 2011, com ele sendo o último comediante a aparecer. Adquiriu 6,4 milhões de telespectadores, ainda a edição de maior audiência do Comedy Central. Essa seria sua última aparição na televisão antes de sua morte prematura, dois meses depois. Após a gravação O'Neal conheceu William Shatner e sua esposa, e o casal ofereceu ajuda a O'Neal em relação à sua diabetes. Shatner relembrou: "Ele sabia que estava morrendo, que era um homem moribundo e, de certa forma, queria morrer… Foi isso que eu vi. É por isso que choramos".